# Hexóxido de urânio
O hexóxido de urânio é um composto de urânio incomum e teoricamente possível, no qual o átomo de urânio se encontra ligado a seis átomos de oxigénio.

## Estrutura e ligações
É previsível este composto te uma simetra octaédrica; no entanto, outras formas também já foram estudadas. Em 1Oh os átomos de oxigénio são iões óxido (O2-).Em 1D3 existem 3 iões peróxido (O22-). A forma 3D2h tem dois oxigénios e dois pares de superóxido (O2-).